# Anthopleura listeri
Anthopleura listeri is een zeeanemonensoort uit de familie Actiniidae.
Anthopleura listeri is voor het eerst wetenschappelijk beschreven door Johnson in 1861.